# Jonathan W. Anderson
Jonathan Waverly Anderson (* 7. Juni 1890 in Lookout Mountain, Tennessee; † 15. Juni 1967 in Fort Belvoir, Virginia) war ein Generalmajor der United States Army. Er war unter anderem Kommandeur der 3. Infanteriedivision und zweier Armeekorps.

## Leben
Jonathan Anderson war ein Sohn von Charles Cravens Anderson (1860–1902) und dessen Frau Mary McKinney Bachman (1867–1897). Im Jahr 1911 absolvierte er die United States Naval Academy in Annapolis in Maryland. Er entschied sich dann gegen eine Laufbahn in der United States Navy und wechselte in das Offizierskorps des US-Heeres. In der Armee durchlief er anschließend alle Offiziersränge vom Leutnant bis zum Zwei-Sterne-General.
Anderson war in Fort Bliss in Texas stationiert und nahm in den Jahren 1916 und 1917 an der Mexikanischen Expedition teil. Anschließend war er Teil der American Expeditionary Forces während des Ersten Weltkrieges. Dort kommandierte er das 1. Bataillon des 10. Feldartillerieregiments, das der 3. Infanteriedivision unterstand. Anderson war unter anderem an der Schlacht an der Marne beteiligt.
In den 1920er und 1930er Jahren versah Jonathan Anderson den für Offiziere in den entsprechenden Rangstufen üblichen Dienst in verschiedenen Einheiten und Standorten. Dabei diente er vorwiegend in der 2. und der 3. Infanteriedivision. Ab 1941 bis zum März 1942 kommandierte er die Artillerie der 3. Infanteriedivision. In diese Zeit fiel der Eintritt der Vereinigten Staaten in den Zweiten Weltkrieg.
Zwischen März 1942 und März 1943 kommandierte er als Nachfolger von John P. Lucas die 3. Infanteriedivision. Die Division nahm an der Landung der Alliierten in Nordafrika teil. Danach marschierte sie unter teilweise schweren Verlusten in Richtung Tunesien. Bei der Casablanca-Konferenz im Januar 1943 war Anderson mit seiner Division für die Sicherheit der Konferenzteilnehmer, darunter auch Präsident Franklin D. Roosevelt, zuständig.
Von März 1943 bis Juli 1944 kommandierte Jonathan Anderson das X. Korps, das damals noch nicht im Kriegseinsatz war. Stattdessen nahm es in Louisiana und Kalifornien an umfangreichen Manövern teil. Von Februar bis April 1944 kommandierte Anderson gleichzeitig die Übungsplätze der California-Arizona Training Area. Im Juli 1944, als Anderson gerade sein nächstes Kommando antrat, wurde das X. Korps auf den asiatischen Kriegsschauplatz verlegt. Anderson erhielt als Nächstes den Oberbefehl über das XXXVI. Korps, das der 4. Armee unterstand. Dieses Kommando bekleidete er zwischen Juli 1944 und Januar 1945. Das Korps war nicht im Kriegseinsatz, sondern verblieb in den Vereinigten Staaten.
Nach zwischenzeitlich anderen Verwendungen ging Anderson am 30. Juni 1950 in den Ruhestand. Der seit dem 16. Mai 1915 mit Dorothy Morgan (1896–1987) verheiratete Offizier starb am 15. Juni 1967 und wurde auf dem Nationalfriedhof Arlington beigesetzt.

## Orden und Auszeichnungen
Jonathan Anderson erhielt im Lauf seiner militärischen Laufbahn unter anderem folgende Auszeichnungen:
- Army Distinguished Service Medal
- Silver Star
- Legion of Merit